# Malletia pacifica
Malletia pacifica är en musselart som beskrevs av Dall 1897. Malletia pacifica ingår i släktet Malletia och familjen Malletiidae. Inga underarter finns listade i Catalogue of Life.